# 김민정 (기자)
김민정(1992년 ~ )은 대한민국의 SBS의 보도본부 기자이다.

## 경력
- 2018년에 SBS 보도본부에서 입사했다.

모닝와이드 토요 앵커 (2021년 7월 10일 ~ 2022년 2월 5일)